# Великоселька
Великоселька, Великосельская — упразднённая деревня в Чистоозёрном районе Новосибирской области. Входила в состав Шипицынского сельсовета.

## География
Деревня стояла между солёными озёрами Большая Великоселька и Водопойное, к северо-востоку от центра сельсовета Шипицыно. По замерам 1928 года, 38 км до районного центра села Юдино (ныне таковым не является) и 7 до Шипицыно. На 1899 год во владении 566 удобной земли и 124 неудобной, на 1904 746 десятин.

## История
По данным «Списка населённых мест Сибирского края» основана в 1886 году. В тот же период появились населённые пункты Заячье. Чаячье, Пушкари.
Жители деревни Великосельской отправляли требы в церкви во имя Святителя и Чудотворца Николая в селе Юдинском. Юдинский приход относился к Омской епархии.
Упразднена в 1988 году решением облисполкома.

### Административно-территориальная принадлежность
В конце 19 — начале 20 века входила в Юдинскую волость Каинского уезда Томской губернии.
На 1928 г. деревня Великосельская (Великоселька) относилась к Шипицинскому сельсовету Юдинского района Барабинского округа Сибирского края.

## Население
На 1899 г. в деревне 9 дворов, 67 жителей; на 1904 год — 9 дворов, 92 жителя; на 1911 — 10 дворов, 106 жителей; к 1928 году на 30 дворах проживали 153 человек, преобладающая национальность — русские.

## Инфраструктура
Основа экономики — сельское хозяйство.
К 1928 году действовал маслозавод.
В 1930 году создана сельскохозяйственная артель имени Сталина. Обслуживалась машинно-тракторными станциями: с 1932 года Юдинской, после этого Шипицинской. К 1935 году в артели имелся автомобиль, функционировали ясли для детей для не более 25 человек. В середине года, июле 1950 года произошло объединение колхоза имени Сталина с другими колхозами «Великий перелом» и «2-я пятилетка», в один колхоз, получивший название «Заря коммунизма».